# Columbo (sezonul 9)
Sezonul 9 al serialului american de televiziune Columbo este format din 6 episoade, care au fost difuzate de postul ABC în perioada 25 noiembrie 1989 – 14 mai 1990.

## Istoricul difuzării
Episoadele acestui sezon au fost difuzate inițial sâmbăta, în intervalul 21:00-23:00 (EST⁠(d)), ca parte a programului de seară de la ABC, cu excepția episodului final, care a fost difuzat luni.

## Lansare pe DVD
Episoadele sezonului 9 au fost lansate pe DVD de Universal Studios Home Entertainment⁠(d), în cadrul seriei clasice de divertisment TV Universal Classic Television.

## Episoade
| Numărul în cadrul serialului | Numărul în cadrul sezonului | Titlu                         | Regizor           | Scenarist                 | Ucigaș(ă)                               | Victimă / Victime                                                                  | Data difuzării în premieră | Durată  |
| --- | --------------------------- | ----------------------------- | ----------------- | ------------------------- | --------------------------------------- | ---------------------------------------------------------------------------------- | -------------------------- | ------- |
| 50 | 1                           | „Murder: A Self Portrait”     | James Frawley     | Robert Sherman            | Patrick Bauchau⁠(d) în rolul Max Barsini | Fionnula Flanagan⁠(d) în rolul Louise Barsini; Harold Harris în rolul Harry Chudnow | 25 noiembrie 1989          | 93 min. |
| Celebrul pictor Max Barsini (Patrick Bauchau⁠(d)) locuiește într-o casă de pe litoralul oceanic al orașului Los Angeles împreună cu trei femei: actuala sa soție, Vanessa (Shera Danese), tânărul său model, Julie (Isabel García Lorca), și fosta sa soție, Louise (Fionnula Flanagan⁠(d)). Cele trei femei sunt fascinate de excentricul și temperamentalul artist, concurând adesea între ele pentru a câștiga atenția lui. Atunci când Louise decide să se îndepărteze de fostul ei soț pentru a locui cu psihoterapeutul ei, dr. Hammer (George Coe⁠(d)), Barsini se teme că ea va dezvălui involuntar că el îl ucisese mai demult pe Harry Chudnow, primul său agent, pentru că îl înșela. Crima fusese comisă cu mulți ani în urmă, iar Louise și-o ștersese din memorie, dar amintirea ei îi apărea uneori în coșmaruri. Nevrând să-și asume niciun risc, Barsini o ucide pe Louise pe plajă și simulează apoi că femeia s-ar fi înecat în apele oceanului, în timp ce el picta la barul prietenului său, Vito (Vito Scotti). Locotenentul Columbo investighează acest caz complex și, în același timp, pozează pentru un portret. Indiciu/întorsătură finală: Lipsa urmelor de vopsea din încăperea barului lui Vito îl face pe detectiv să-și dea seama că pictura, care-i servea artistului ca alibi, a fost realizată, de fapt, în altă parte. Columbo poate dovedi că o pată de pe fața Louisei nu este o dâră de machiaj, ci un rest de „roșu Barsini”, o culoare specială specifică doar pictorului, care se afla pe o cârpă cu care femeia fusese adormită înainte de a fi înecată în apele oceanului. |                             |                               |                   |                           |                                         |                                                                                    |                            |         |
| 51 | 2                           | „Columbo Cries Wolf”          | Daryl Duke⁠(d)     | William Read Woodfield⁠(d) | Ian Buchanan⁠(d) în rolul Sean Brantley  | Deidre Hall⁠(d) în rolul Dian Hunter                                                | 20 ianuarie 1990           | 96 min. |
| Dian Hunter (Deidre Hall⁠(d)) și fotograful Sean Brantley (Ian Buchanan⁠(d)) sunt iubiți și parteneri de afaceri care publică împreună o revistă populară pentru bărbați intitulată Bachelor's World. Într-o zi, sătulă de infidelitățile lui Sean, Dian îl anunță că intenționează să-și vândă pachetul majoritar de acțiuni lui Sir Harry Matthews, un magnat media englez. După o ceartă puternică cu partenerul ei, femeia pleacă într-o călătorie de afaceri la Londra, dar nu mai ajunge acolo. Locotenentul Columbo investighează dispariția femeii și bănuiește că Dian ar fi fost ucisă pe drumul către aeroport și înlocuită apoi cu o sosie pentru a fi împiedicată să-și vândă acțiunile. Suspiciunile se îndreaptă către partenerul ei, Sean, și iubita acestuia, Tina (Rebecca Staab⁠(d)). Dispariția devine un subiect mediatic de mare interes, iar tirajul revistei crește semnificativ. Detectivul încearcă să găsească cadavrul și dispune efectuarea unei percheziții amănunțite pe domeniul lui Brantley (realizarea de săpături pe o mare parte a terenului și spargerea zidurilor conacului). Căutările se dovedesc zadarnice, iar Dian reapare în mijlocul acestui eveniment mediatic și susține că dispariția ei fusese un plan de marketing realizat cu scopul de a crește vânzările revistei. În zilele următoare, Sir Harry Matthews îi face Dianei o propunere mult mai tentantă pe care ea decide să o accepte. Prin urmare, Sean o ucide de-adevăratelea pe Dian și îi ascunde cadavrul, apoi anunță poliția că femeia a dispărut din nou, crezând că locotenentul va renunța să o mai caute. Indiciu/întorsătură finală: Potrivit înregistrărilor video, se pare că Dian plecase îmbrăcată cu o haină de blană. Columbo devine suspicios atunci când observă că toate hainele de blană rămase sunt așezate în saci de plastic, dar că sacul în care fusese haina de blană îmbrăcată la plecare lipsea, deducând astfel că Brantley pusese cadavrul în acel sac și că femeia de pe înregistrarea video era o sosie. Știind că nu va fi sprijinit de superiori pentru efectuarea unei noi percheziții, el telefonează către pagerul⁠(d) pe care Diane îl purta ca brățară: aparatul sună în spatele unei porțiuni reconstruite de zid, care este dărâmată, iar Diane este găsită moartă într-un sac de plastic. Mesajul care apare pe ecranul pagerului este „Gotcha” („Te-am prins”). Richard Levinson și William Link au scris povestea care stă la baza scenariului acestui episod, dar nu au fost menționați pe genericul filmului. |                             |                               |                   |                           |                                         |                                                                                    |                            |         |
| 52 | 3                           | „Agenda for Murder”           | Patrick McGoohan  | Jeffrey Bloom⁠(d)          | Patrick McGoohan în rolul Oscar Finch   | Louis Zorich⁠(d) în rolul Frank Staplin                                             | 10 februarie 1990          | 96 min. |
| Avocatul Oscar Finch (Patrick McGoohan) încearcă să promoveze în vârful politicii americane prin intermediul prietenului său, congresmenul Paul Mackey (Denis Arndt⁠(d)). Cei doi se cunoșteau de mult timp, iar în 1969 Finch reușise să-l convingă pe Mackey, care lucra atunci ca procuror asistent în Biroul Procurorului Districtual, să subtilizeze și să distrugă un document care-l incrimina pe șantajistul Frank Staplin (Louis Zorich⁠(d)). Douăzeci și unu de ani mai târziu, Mackey este ales de un candidat în alegerile prezidențiale, guvernatorul Montgomery (Arthur Hill⁠(d)), ca partener pentru postul de vicepreședinte, iar Finch speră că va fi desemnat după alegeri în funcția de procuror general. Într-o seară, Staplin, care este judecat într-un alt proces de extorcare și riscă să fie condamnat la cinci ani de închisoare, îl contactează pe avocat și îi cere să aranjeze distrugerea unui alt document, amenințând că, în caz contrar, va divulga public favoarea de care a beneficiat mai demult și va ruina astfel viitorul politic al celor doi prieteni. Finch decide să-l ucidă pe Staplin și împrăștie cenușă de trabuc în biroul său pentru a face să pară că avusese o întâlnire nocturnă cu un colaborator la ora comiterii crimei. El se deplasează mai târziu pe jos la casa lui Staplin și îl împușcă, apoi aranjează locul crimei pentru a simula că șantajistul s-ar fi sinucis din cauza problemelor cu justiția. Indiciu/întorsătură finală: Columbo găsește o bucată de brânză mușcată dintr-un calup aflat pe o farfurie la locul crimei și, comparând mușcătura de pe bucata de brânză cu mostre din amprenta dentară a lui Finch găsite pe bucățile de gumă de mestecat folosite de acesta, dovedește prezența avocatului la locul crimei. McGoohan a câștigat un al doilea premiu Emmy pentru cel mai bun actor invitat într-un serial dramatic, după rolul interpretat în episodul „By Dawn's Early Light”. |                             |                               |                   |                           |                                         |                                                                                    |                            |         |
| 53 | 4                           | „Rest in Peace, Mrs. Columbo” | Vincent McEveety  | Peter S. Fischer          | Helen Shaver⁠(d) în rolul Vivian Dimitri | Edward Winter⁠(d) în rolul Charlie Chambers                                         | 31 martie 1990             | 97 min. |
| Columbo participă la slujba de înmormântare a soției sale, iar această scenă este întreruptă de mai multe flashback-uri care prezintă modul în care s-a ajuns la un astfel de deznodământ. Cu zece ani mai înainte, polițistul arestase un criminal, care fusese condamnat și murise recent în închisoare în urma unui stop cardiac. Văduva criminalului, Vivian Dimitri (Helen Shaver⁠(d)), o agentă imobiliară de succes, nutrește din acest motiv o dorință secretă de răzbunare față de locotenentul Columbo. Mai întâi ea își ucide șeful, Charlie Chambers (Edward Winter⁠(d)), fostul partener al soțului ei, pe care îl consideră principalul vinovat pentru că a informat mai demult poliția cu privire la crima săvârșită. Vivian îl împușcă pe Chambers în biroul lui și își creează un alibi cu ajutorul unei relații extraconjugale cu un bărbat căsătorit pe nume Leland St. John (Ian McShane). Dovezile plantate de Vivian încearcă să-i facă pe anchetatori să creadă că dezvoltatorul imobiliar fusese ucis de rezidenții nemulțumiți ai unui nou complex de locuințe construit de el. Columbo preia conducerea anchetei, în timp ce Vivian își pregătește răzbunarea. Planul ei este să câștige prietenia detectivului pentru a-i ucide soția, căreia îi dăruiește un borcan cu marmeladă otrăvită. Indiciu/întorsătură finală: Înțelegând planul lui Vivian, Columbo și poliția înscenează moartea soției detectivului. După oficierea slujbei de „înmormântare”, Columbo o invită pe Vivian în ceea ce ea crede că este casa lui. El unge o felie de pâine prăjită cu marmeladă și o mănâncă. În timp ce Columbo se preface că se simte rău și lasă impresia că agonizează din cauza otrăvii, Vivian îi mărturisește că ea este autoarea celor trei crime. În acest moment, locotenentul renunță să se mai prefacă și îi spune că a bănuit-o tot timpul și că a trimis marmelada ca să fie verificată de laborator de îndată ce a primit-o. Casa în care se află este de fapt casa unui alt polițist, care a înregistrat mărturisirea crimelor, iar borcanul de marmeladă folosit este unul diferit. Acest episod a fost difuzat în cadrul emisiunii ABC Saturday Mystery. Roscoe Lee Browne⁠(d) interpretează rolul dr. Steadman, psihiatrul agentei Vivian Dimitri, iar Tom Isbell pe cel al sergentului Brady, ajutorul lui Columbo. |                             |                               |                   |                           |                                         |                                                                                    |                            |         |
| 54 | 5                           | „Uneasy Lies the Crown”       | Alan J. Levi⁠(d)   | Steven Bochco⁠(d)          | James Read⁠(d) în rolul Wesley Corman    | Marshall R. Teague⁠(d) în rolul Adam Evans                                          | 28 aprilie 1990            | 96 min. |
| Dentistul Wesley Corman (James Read⁠(d)) a cheltuit banii soției sale, Lydia (Jo Anderson⁠(d)), și ai socrului său, dr. Horace Sherwin (Paul Burke⁠(d)), pe investiții neprofitabile și jocuri de noroc. Socrul său, care s-a săturat să-i tot plătească datoriile, îl anunță într-o zi că Lydia intenționează să divorțeze. Pus în fața acestei situații, Corman decide să-l ucidă pe Adam Evans (Marshall R. Teague⁠(d)), un actor celebru de la Hollywood care este unul dintre pacienții săi și, totodată, iubitul soției sale, astfel încât aceasta să nu mai aibă niciun motiv să rupă căsătoria. În cursul unei ședințe de tratament, dentistul îi introduce actorului o doză letală de digitalină, cu dizolvare lentă, sub o coroană dentară. Otrava își face efectul câteva ore mai târziu, când cei doi amanți erau împreună, iar dentistul participa la un joc de poker. Chemat urgent acasă, Corman deghizează crima ca un atac de cord obișnuit pe care actorul l-ar fi suferit în timp ce își conducea mașina pe un drum de munte. Suspiciunea de crimă cade asupra Lydiei, ca urmare a faptului că ea folosea un medicament pe bază de digitalină pentru a-și trata problemele cardiace. Indiciu/întorsătură finală: Columbo îl prinde în capcană pe Corman, profitând de faptul că dentistul avea puține cunoștințe de chimie. El dispune exhumarea cadavrului lui Evans și îi demonstrează lui Corman că digitalina ar fi provocat o reacție chimică cu porțelanul din coroana dentară, făcând să apară o pată albastră pe porțiunea de dinte aflată sub coroană. Surprins de acea demonstrație, Corman își mărturisește vinovăția înainte ca mediul legist să înceapă examinarea gurii lui Evans. Demonstrația lui Columbo fusese însă o cacealma, deoarece digitalina nu ar fi putut provoca o astfel de reacție. Acest subiect a fost folosit pentru prima dată în episodul „Affair of the Heart”⁠(d) al serialului MacMillan & Wife⁠(d), care a fost difuzat în premieră în anul 1977. Bochco a scris scenariul versiunii anterioare, împreună cu Leonard Stern⁠(d). În acest episod, actorii Nancy Walker (1922-1992) și Dick Sargent (1930-1994), precum și fostul jucător de baseball Ron Cey, apar în propriul lor rol în jurul unei mese de poker. |                             |                               |                   |                           |                                         |                                                                                    |                            |         |
| 55 | 6                           | „Murder in Malibu”            | Walter Grauman⁠(d) | Jackson Gillis⁠(d)         | Andrew Stevens în rolul Wayne Jennings  | Janet Margolin⁠(d) în rolul Theresa Goren                                           | 14 mai 1990                | 94 min. |
| Theresa Goren (Janet Margolin⁠(d)), autoarea a numeroase romane de dragoste bestseller, anunță într-o emisiune de televiziune că este pe cale să se căsătorească cu jucătorul de tenis Wayne Jennings (Andrew Stevens), un playboy care are jumătate din vârsta ei. Supărată că nu a reușit să o convingă pe Theresa să anuleze nunta, Jess McCurdy (Brenda Vaccaro⁠(d)), sora și agenta literară a Theresei, îi telefonează lui Jennings în aceeași noapte la Palm Springs și, imitând vocea surorii sale, îl anunță că relația lor s-a încheiat. Jennings pleacă furios de acolo și o împușcă pe Theresa în vila ei de pe plaja din Malibu. Locotenentul Columbo află că tânărul este beneficiarul unei asigurări de viață de un milion de dolari, încheiate de Theresa Goren, și este gata să-l aresteze, dar se descoperă că victima fusese împușcată de două ori în acea noapte. Prima împușcătură fusese cea mortală, în timp ce împușcătura a doua, săvârșită după mai mult de o oră cu o altă armă, nu avusese niciun efect, deoarece victima era deja moartă la acel moment. Jennings are un alibi pentru momentul primei împușcături și, cu toate că recunoaște că este autorul celei de-a doua împușcături, nu poate fi arestat, deoarece împușcătura fusese inofensivă. Indiciu/întorsătură finală: Columbo descâlcește ițele acestei crime după ce descoperă că eticheta chiloților purtați de victimă se afla în altă parte decât cea în care ar fi trebuit să fie. El dovedește astfel că altcineva a îmbrăcat-o pe Theresa Goren și că acel cineva putea fi doar un bărbat, pentru că doar un bărbat ar fi pus chiloții invers. Un hoț, surprins la furat, nu s-ar fi obosit să îmbrace cadavrul și numai Jennings ar fi avut un motiv să facă asta cu scopul de a-și crea un alibi pentru momentul crimei. |                             |                               |                   |                           |                                         |                                                                                    |                            |         |